# Poura (Poura)
Pour les articles homonymes, voir Poura.
Poura, également nommé Poura-Mine par distinction de Poura-Village, est une localité située dans le département de Poura, dont elle est le chef-lieu, de la province des Balé dans la région de la Boucle du Mouhoun au Burkina Faso.

## Géographie
La localité est traversée par la route nationale 1.

## Santé et éducation
Le village possède trois écoles primaires publiques (A, B et C) et un centre de formation.